# فینال جام حذفی فوتبال انگلستان ۱۸۹۰
فینال جام حذفی فوتبال انگلستان ۱۸۹۰، رقابت پایانی جام حذفی فوتبال انگلستان در سال ۱۸۹۰ میلادی است که مابین دو تیم باشگاه فوتبال بلکبرن و باشگاه فوتبال شفیلد ونزدی در ورزشگاه اووال لندن برگزار شده‌است.
این مسابقه که در تاریخ ۲۹ مارس ۱۸۹۰ انجام شده‌است با نتیجه ۶ بر ۱ به سود تیم باشگاه فوتبال بلکبرن به پایان رسید.